# Fossa di Bougainville
La fossa di Bougainville (nota anche come fossa della Nuova Britannia) è una fossa oceanica situata a est della Nuova Guinea e dell'arcipelago delle Isole Salomone. Con i suoi 9140 metri di profondità, è una delle più profonde del pianeta.
Fu così denominata in onore del navigatore ed esploratore francese Louis Antoine de Bougainville (1729-1811), da cui prende il nome anche l'isola di Bougainville, situata nell'estremo nordest dell'arcipelago delle Isole Salomone, a circa 1500 km dall'Australia.